# Ejido Media Luna
Ejido Media Luna är en ort i Mexiko.   Den ligger i kommunen Tlahuelilpan och delstaten Hidalgo, i den sydöstra delen av landet, 80 km norr om huvudstaden Mexico City. Ejido Media Luna ligger 2 050 meter över havet och antalet invånare är 106.
Terrängen runt Ejido Media Luna är huvudsakligen platt, men österut är den kuperad. Runt Ejido Media Luna är det tätbefolkat, med 683 invånare per kvadratkilometer. Närmaste större samhälle är Tula de Allende, 14,5 km sydväst om Ejido Media Luna. Omgivningarna runt Ejido Media Luna är en mosaik av jordbruksmark och naturlig växtlighet.